# Grantessa
Grantessa är ett släkte av svampdjur. Grantessa ingår i familjen Heteropiidae.

## Dottertaxa tillGrantessa, i alfabetisk ordning[1][2]
- Grantessa ampullae
- Grantessa anisactinia
- Grantessa basipapillata
- Grantessa boomerang
- Grantessa compressa
- Grantessa erecta
- Grantessa erinacea
- Grantessa flamma
- Grantessa glabra
- Grantessa glacialis
- Grantessa gracilis
- Grantessa hirsuta
- Grantessa hispida
- Grantessa intusarticulata
- Grantessa kuekenthali
- Grantessa lanceolata
- Grantessa mitsukurii
- Grantessa murmanensis
- Grantessa nemurensis
- Grantessa nitida
- Grantessa pelagica
- Grantessa pluriosculifera
- Grantessa poculum
- Grantessa polyperistomia
- Grantessa preiwischi
- Grantessa ramosa
- Grantessa rarispinosa
- Grantessa sacca
- Grantessa sagamiana
- Grantessa shimeji
- Grantessa shimoda
- Grantessa sibogae
- Grantessa spissa
- Grantessa sycilloides
- Grantessa thompsoni